# Campo Arañuelo
Campo Arañuelo é uma comarca da Espanha, situada na parte nordeste da província de Cáceres, comunidade autónoma da Estremadura. Tem 1 492,3 km² de área[carece de fontes?] e em 2019 tinha 36 783 habitantes (densidade: 24,6 hab./km²).
Os municípios da comarca formam a mancomunidade homónima, cujo nome oficial em castelhano é Mancomunidad Integral de Municipios del Campo Arañuelo.

## Municípios da comarca
| Município                 | Área (km²) | População (2021) | Densidade (hab./km²) |
| ------------------------- | ---------- | ---------------- | -------------------- |
| Almaraz                   | 33,9       | 1 700            | 50,1                 |
| Belvís de Monroy          | 45,0       | 745              | 16,6                 |
| Berrocalejo               | 14,3       | 102              | 7,1                  |
| Bohonal de Ibor           | 64,6       | 485              | 7,5                  |
| Casas de Miravete         | 50,2       | 129              | 2,6                  |
| Casatejada                | 111,8      | 1 343            | 12                   |
| El Gordo                  | 78,7       | 382              | 4,9                  |
| Higuera de Albalat        | 40,5       | 106              | 2,6                  |
| Majadas de Tiétar         | 52,0       | 1 345            | 25,9                 |
| Mesas de Ibor             | 48,8       | 162              | 3,3                  |
| Millanes                  | 17,6       | 255              | 14,5                 |
| Navalmoral de la Mata     | 156,0      | 17 010           | 109                  |
| Peraleda de la Mata       | 92,1       | 1 401            | 15,2                 |
| Pueblonuevo de Miramontes | 23,3       | 767              | 32,9                 |
| Romangordo                | 39,1       | 259              | 6,6                  |
| Rosalejo                  | 40,2       | 1 383            | 34,4                 |
| Saucedilla                | 60,4       | 869              | 14,4                 |
| Serrejón                  | 124,2      | 409              | 3,3                  |
| Talayuela                 | 181,5      | 7 328            | 40,4                 |
| Tiétar                    | 23,9       | 878              | 36,7                 |
| Toril                     | 149,8      | 155              | 1                    |
| Valdecañas de Tajo        | 18,8       | 113              | 6                    |
| Valdehúncar               | 25,6       | 179              | 7                    |